# Sentiero nella valle dell'Ilse
Il sentiero nella valle dell'Ilse (in tedesco: Ilsetal) è una passeggiata escursionistica all'interno della valle del torrente Ilse, un affluente del fiume Oker.

## Descrizione
Questo sentiero escursionistico si snoda dalla città di Ilsenburg attraverso il parco nazionale dell'Harz, raggiungendo il monte Brocken, la cima più alta del massiccio dell'Harz.
Questa passeggiata attraverso la vallata dell'Ilse è stato celebrata dallo scrittore tedesco Heinrich Heine.
Data la fama acquisita nel corso del XIX secolo vennero aggiunte fra il 1830 e il 1838 migliorie al sentiero escursionistico come un grande viale d'accesso ad Ilsenburg ad opera del conte Enrico di Stolberg-Wernigerode.